# أبانتو ي سايرفانا-أبانتو زايربينا
بلدية أبانتو ي سايرفانا-أبانتو زايربينا (بالإسبانية: Abanto y Ciérbana-Abanto Zierbena)‏ هي بلدية تقع في مقاطعة بيسكاي، التي تقع في منطقة الباسك شمالي إسبانيا.

## أعلام
- مانويل سارابيا

## وصلات خارجية
1. 1 2   https://www.ine.es/dynt3/inebase/es/index.htm?padre=517&capsel=525. {{استشهاد ويب}}: |url= بحاجة لعنوان (مساعدة) والوسيط |title= غير موجود أو فارغ (من ويكي بيانات) (مساعدة)
2. ↑  GeoNames (بالإنجليزية), 2005, QID:Q830106

- ABANTO Y CIÉRVANA-ABANTO ZIERBENA in the Bernardo Estornés Lasa - Auñamendi Encyclopedia (Euskomedia Fundazioa) (بالإسبانية)